# Kinder (Louisiana)
Kinder ist eine Kleinstadt (mit dem Status „Town“) im Allen Parish im US-amerikanischen Bundesstaat Louisiana. Das U.S. Census Bureau hat bei der Volkszählung 2020 eine Einwohnerzahl von 2.170 ermittelt.

## Geografie
Kinder liegt im mittleren Südwesten Louisianas, wenige Kilometer östlich des Calcasieu River. Die geografischen Koordinaten von Kinder sind 30°29′08″ nördlicher Breite und 92°51′03″ westlicher Länge. Das Stadtgebiet erstreckt sich über eine Fläche von 14,3 km².
Benachbarte Orte von Kinder sind Oberlin (17,3 km nordnordöstlich), Elton (15 km östlich), Welsh (32 km südlich), Fenton (15,1 km südsüdwestlich) und Reeves (20,2 km westlich).
Die nächstgelegenen größeren Städte sind Baton Rouge (175 km östlich), Lafayette (109 km südöstlich), Beaumont in Texas (155 km westsüdwestlich) und Shreveport (293 km nordnordwestlich).

## Verkehr
Der U.S. Highway 165 führt als wichtigste Straße durch Kinder. Im Stadtzentrum kreuzen der U.S. Highway 190 und der Louisiana Highway 383. Alle weiteren Straßen sind untergeordnete Landstraßen, teils unbefestigte Fahrwege sowie innerörtliche Verbindungsstraßen.
Im Stadtgebiet von Kinder kreuzen zwei Eisenbahnstrecken der Union Pacific Railroad.
Mit dem Allen Parish Airport liegt 33,6 km nordnordöstlich ein kleiner Flugplatz. Die nächsten Großflughäfen sind der Louis Armstrong New Orleans International Airport (306 km östlich) und der George Bush Intercontinental Airport in Houston (276 km westsüdwestlich).

## Bevölkerung
Nach der Volkszählung im Jahr 2010 lebten in Kinder 2477 Menschen in 1010 Haushalten. Die Bevölkerungsdichte betrug 173,2 Einwohner pro Quadratkilometer. In den 1010 Haushalten lebten statistisch je 2,37 Personen.
Ethnisch betrachtet setzte sich die Bevölkerung zusammen aus 70,6 Prozent Weißen, 23,1 Prozent Afroamerikanern, 1,8 Prozent amerikanischen Ureinwohnern, 1,3 Prozent Asiaten sowie 0,6 Prozent aus anderen ethnischen Gruppen; 2,6 Prozent stammten von zwei oder mehr Ethnien ab. Unabhängig von der ethnischen Zugehörigkeit waren 1,9 Prozent der Bevölkerung spanischer oder lateinamerikanischer Abstammung.
27,1 Prozent der Bevölkerung waren unter 18 Jahre alt, 55,7 Prozent waren zwischen 18 und 64 und 17,2 Prozent waren 65 Jahre oder älter. 53,7 Prozent der Bevölkerung war weiblich.

Das mittlere jährliche Einkommen eines Haushalts lag bei 36.575 USD. Das Pro-Kopf-Einkommen betrug 19.617 USD. 18,2 Prozent der Einwohner lebten unterhalb der Armutsgrenze.